# 相原真理子
相原 真理子（あいはら まりこ、1947年2月22日 - 2010年1月29日 ）は、日本の翻訳家。
ライトノベル作家の相原真理子（1963年 - ）は別人。

## 人物
東京都生まれ。慶應義塾大学文学部英文科卒業。
卒業後すぐに結婚し2児をもうけるが、翻訳教室に通い『リーダーズ・ダイジェスト』の翻訳者となる。
1982年から翻訳を刊行し始め、1986年に『リーダーズ・ダイジェスト』が廃刊になると独立して翻訳に専念、推理小説、実用書などを訳すようになる。
パトリシア・コーンウェルの訳者として知られる。
2010年1月29日、心不全のために自邸にて死去。62歳没

## 翻訳
- 『モデル志願』（イヴォンヌ・グリーン、小学館、スイートドリーム） 1982.12
- 『ダメな犬はいない』（バーバラ・ウッドハウス、講談社） 1984、のち文庫
- 『アキレス・シンドローム 愛される自分に生れ変わる』（ハロルド・ブルームフィールド、二見書房） 1985
- 『ターミナル・ケア イギリスのホスピス・ムーブメントに学ぶ』（デレク・ドイル編、メヂカルフレンド社） 1986.4
- 『Loving each other』（レオ・ブスカリア、林真理子共訳、講談社） 1986.4
- 『夜霧のマンハッタン』（マーティン・オーウェンス 、近代映画社、近映文庫） 1987.2
- 『ブーン わが企業買収哲学』（T・ブーン・ピケンズ Jr.、早川書房） 1987.12
- 『ニューヨーク・猫物語』（クリーブランド・エイモリー、二見書房） 1988.12
- 『シャーロック・ホームズ 死者からの手紙 クィーンズ・パーク事件』（ゲイリー・グレイディ, スーザン・ゴールドバーグ、各務三郎共訳、二見書房） 1988.1
- 『料理上手は殺しの名人』（バージニア・リッチ、講談社、海外ミステリー） 1988.2
- 『成功者たち 米国ビジネス界のピーク・パフォーマーズ』（チャールズ・ガーフィールド、平凡社） 1988.2
- 『いい女の殺し方』（ドロシー・カネル、講談社、海外ミステリー） 1988.4
- 『容疑者 偽りの法廷』（マーティン・マイヤーズ、二見文庫） 1988.6
- 『慟哭の部屋』（バーバラ・ピーボディ、新潮文庫） 1989.4
- 『外科医』（リチャード・カリール、平凡社） 1989.5
- 『英会話リズムワールド リズムにのってラクラク話せる』（深沢俊昭, ケニー・沖本, 深瀬正子共訳、アルク、地球人ブックス） 1989.8
- 『ニューヨーク獣医物語 シティ・ベットの冒険』（スティーブン・クリトシック、平凡社） 1990.7
- 『ペテン師対USA』（レオン・ランカスター、二見文庫） 1990.2
- 『チア・リーダー』（ジル・マコークル、白水社） 1990.1
- 『ポールとジョアン ポール・ニューマン夫妻の仕事と生活』（ジョー・モレラ, エドワード・Z・エプスタイン、早川書房） 1990.5
- 『過去にあてた手紙』（バーバラ・デリンスキー、ハーレクイン） 1991.11
- 『つむじ曲りな猫物語』（クリーブランド・エイモリー、二見書房） 1992.4
- 『ネコの偏差値』（ピーター・マンデル, 安生和之、講談社） 1992.4
- 『白い眠り』（レイア・ルース・ロビンソン、新潮文庫） 1992.4
- 『ちいさな天使』（エリザベス・コダ＝カラン、二見書房） 1992.12
- 『精神病棟』（スティーブン・B・シーガー、平凡社） 1992.11
- 『ロンドンの二人の女 ミズ・ジキルとミセス・ハイドの不思議な事件』（エマ・テナント、白水社） 1992.8
- 『魔法の銀の靴』（エリザベス・コダ＝カラン、二見書房） 1993.12
- 『シーゲル博士の心の健康法』（バーニー・S・シーゲル、新潮文庫） 1993.3
- 『災いを秘めた酒』（ケイト・チャールズ、創元推理文庫） 1994.1
- 『FBI心理分析官 異常殺人者たちの素顔に迫る衝撃の手記』（ロバート・K・レスラー, トム・シャットマン、早川書房） 1994.4 のち文庫
- 『ズラータの日記 サラエボからのメッセージ』（ズラータ・フィリポヴィッチ、二見書房） 1994.5
- 『妊娠したクマとザリガニの目』（ポール・シュレリー、白水社） 1994.6
- 『カモメの離婚』（ウィリアム・ジョーダン、堀内静子共訳、白水社） 1994.12
- 『有罪立証』（クリスティン・マグワイア、扶桑社、扶桑社ミステリー） 1995.7
- 『赤ちゃん使用説明書』（アン・ラモット、白水社） 1996.10
- 『プレッシャー・ドロップ』（P・エイブラハムズ、講談社文庫） 1996.5
- 『ナンタケットの霧』（フランシーヌ・マシューズ、集英社文庫） 1997.11
- 『死の誘い』（ケイト・チャールズ、創元推理文庫） 1998.10
- 『嫌われものほど美しい ゴキブリから寄生虫まで』（ナタリー・アンジェ、草思社） 1998.5
- 『妄想 彼女はなぜ狙われたのか』（ジョン・ダグラス, マーク・オルシェイカー、小林宏明共訳、角川春樹事務所） 1999.6
- 『精神分析医シルヴィア』（サラ・ラヴェット、扶桑社、扶桑社ミステリー） 2000.8
- 『フィッシュ! 鮮度100%ぴちぴちオフィスのつくり方』（スティーヴン・C・ランディン, ハリー・ポール, ジョン・クリステンセン、早川書房） 2000.12
- 『黒と青』（アナ・クィンドレン、集英社） 2001.7
- 『気になる夢、本当になる夢 臨床心理学による実践夢判断』（デイヴィッド・ライバック, レティシャ・スワイツァー、早川書房） 2001
- 『幸せへの扉 世界一小さなアドバイス』（アナ・クィンドレン、集英社） 2001.5
- 『フィッシュ! ぴちぴちオフィスの成功例一挙公開 実践篇』（スティーヴン・C・ランディン他、早川書房） 2002.10
- 『本を読むっておもしろい 新人先生の奮戦日記』（エズメイ・ラジー・コデル、白水社） 2003.7
- 『耳の聞こえないお医者さん、今日も大忙し』（フィリップ・ザゾヴ、草思社） 2002.6
- 『復讐する海 捕鯨船エセックス号の悲劇』（ナサニエル・フィルブリック、集英社） 2003.12、のち文庫
- 『本の愉しみ、書棚の悩み』（アン・ファディマン、草思社） 2004.7
- 『実録死体農場』（ビル・バス, ジョン・ジェファーソン、小学館） 2005.12、のち文庫
- 『幸せへのステップ 世界一小さなアドバイス』（アナ・クィンドレン、集英社） 2006.4
- 『王様と私 友人、時には敵そしてマネージャーだった私が栄光の王座に就いたパヴァロッティの私生活を修正なしで公開する』（ハーバート・ブレスリン、アン・ミジェット 集英社） 2006.12
- 『自閉症ボーイズ ジョージ&サム』（シャーロット・ムーア、アスペクト） 2008.1
- 『トランプ自伝 不動産王にビジネスを学ぶ』（ドナルド・トランプ, トニー・シュウォーツ、ちくま文庫） 2008.2

### パトリシア・コーンウェル
- 『検屍官』（パトリシア・コーンウェル、講談社文庫） 1992.1
- 『証拠死体』（P・コーンウェル、講談社文庫） 1992.7
- 『遺留品』（P・コーンウェル、講談社文庫1993.1
- 『真犯人』（P・コーンウェル、講談社文庫） 1993.12
- 『死体農場』（P・コーンウェル、講談社文庫） 1994.12
- 『私刑』（P・コーンウェル、講談社文庫） 1995.12
- 『死因』（P・コーンウェル、講談社文庫） 1996.12
- 『接触』（パトリシア・コーンウェル、講談社文庫） 1997.12
- 『業火』（パトリシア・コーンウェル、講談社文庫） 1998.12
- 『スズメバチの巣』（パトリシア・コーンウェル、講談社文庫） 1998.7
- 『サザンクロス』（パトリシア・コーンウェル、講談社文庫） 1999.8
- 『警告』（パトリシア・コーンウェル、講談社文庫） 1999.12
- 『審問』（パトリシア・コーンウェル、講談社文庫） 2000.12
- 『切り裂きジャック』（パトリシア・コーンウェル 講談社） 2003.1　 「真相」文庫
- 『パトリシア・コーンウェルの食卓』（パトリシア・コーンウェル, マーリーン・ブラウン 講談社） 2003.2
- 『黒蠅』（パトリシア・コーンウェル、講談社文庫） 2003.12
- 『痕跡』（パトリシア・コーンウェル、講談社文庫） 2004.12
- 『神の手』（パトリシア・コーンウェル、講談社文庫） 2005.12
- 『捜査官ガラーノ』（パトリシア・コーンウェル、講談社文庫） 2007.8
- 『異邦人』（パトリシア・コーンウェル、講談社文庫） 2007.12
- 『前線 捜査官ガラーノ』（パトリシア・コーンウェル、講談社文庫） 2008.12

### 「ターシャ・テューダー」関連
- 『ターシャ・テューダーの世界 ニューイングランドの四季』（ターシャ・テューダー, リチャード・ブラウン、文藝春秋） 1996.11
- 『ターシャ・テューダーのガーデン』（トーヴァ・マーティン、文藝春秋） 1997.4
- 『ターシャ・テューダーのクックブック』（文藝春秋） 1998.12
- 『ターシャ・テューダーのクリスマス』（ハリー・デイヴィス、文藝春秋） 2000.11
- 『ターシャ・テューダーのドールハウス ミニチュアの世界』（ハリー・デイヴィス、文藝春秋） 2000.3
- 『ターシャ・テューダーの人生』（ハリー・デイヴィス、文藝春秋） 2001.11